# Komisariat Straży Granicznej „Sośnie”

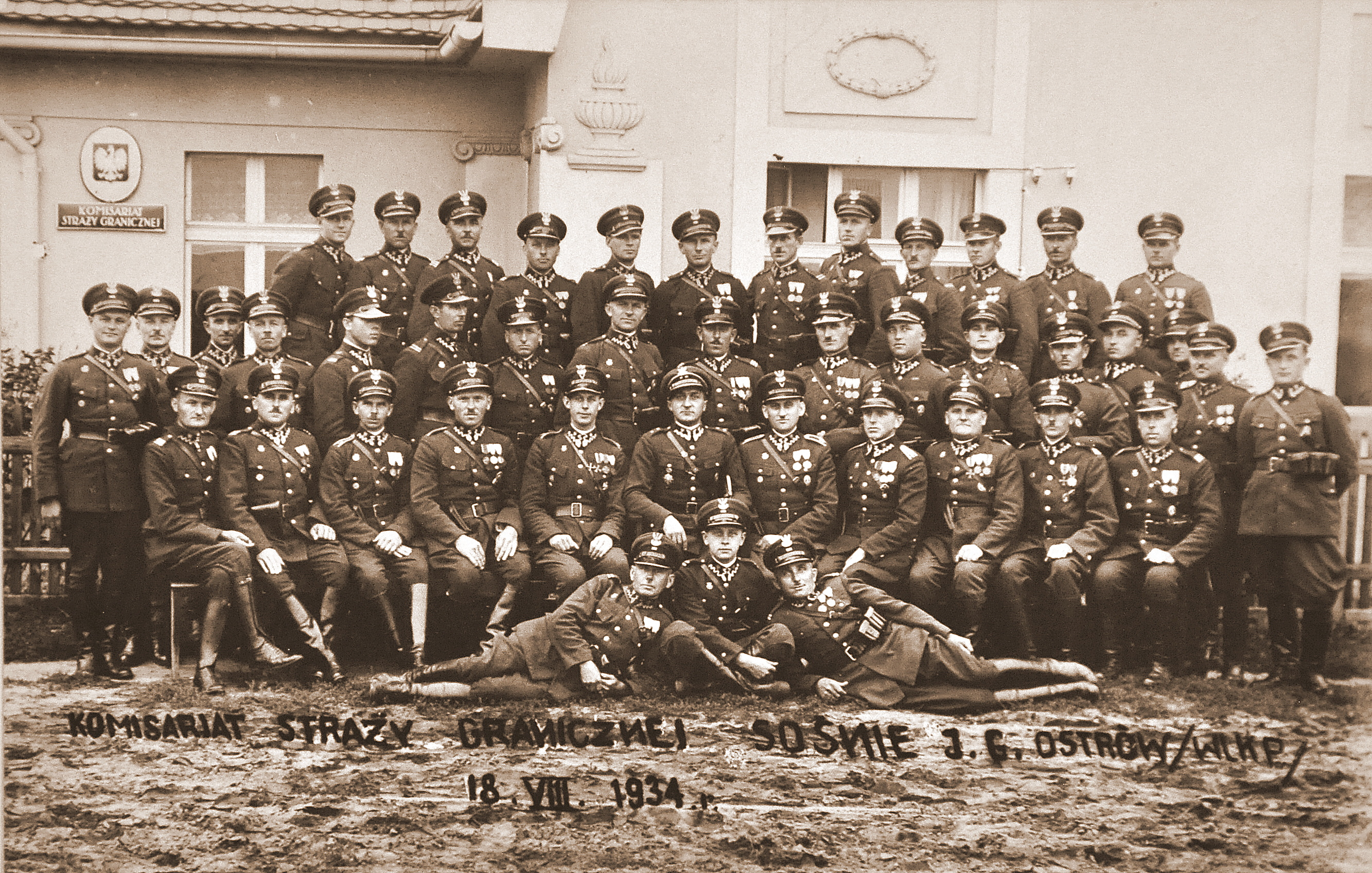
Obsada komisariatu SG „Sośnie”

Komisariat Straży Granicznej „Sośnie” – jednostka organizacyjna Straży Granicznej pełniąca służbę ochronną na granicy polsko-niemieckiej w latach 1928–1939.

## Geneza
Na wniosek Ministerstwa Skarbu, uchwałą z 10 marca 1920 powołano do życia Straż Celną. Od połowy 1921 jednostki Straży Celnej rozpoczęły przejmowanie odcinków granicy od pododdziałów Batalionów Celnych. Proces tworzenia Straży Celnej trwał do końca 1922. Komisariat Straży Celnej „Konradów”, wraz ze swoimi placówkami granicznymi, wszedł w podporządkowanie Inspektoratu Straży Celnej „Ostrów”.
W drugiej połowie 1927 przystąpiono do gruntownej reorganizacji Straży Celnej. W praktyce skutkowało to rozwiązaniem tej formacji granicznej.
Rozkazem nr 3 z 25 kwietnia 1928 w sprawie organizacji Wielkopolskiego Inspektoratu Okręgowego dowódca Straży Granicznej gen. bryg. Stefan Pasławski powołał komisariat Straży Granicznej „Sośnie”, który przejął ochronę granicy od rozwiązywanego komisariatu Straży Celnej.

## Formowanie i zmiany organizacyjne
Rozporządzeniem Prezydenta Rzeczypospolitej Polskiej Ignacego Mościckiego z 22 marca 1928, do ochrony północnej, zachodniej i południowej granicy państwa, a w szczególności do ich ochrony celnej, powoływano z dniem 2 kwietnia 1928 Straż Graniczną.
Rozkazem nr 3 z 25 kwietnia 1928 w sprawie organizacji Wielkopolskiego Inspektoratu Okręgowego dowódca Straży Granicznej gen. bryg. Stefan Pasławski przydzielił komisariat „Sośnie” do Inspektoratu Granicznego nr 12 „Ostrów” i określił jego strukturę organizacyjną.
Już 15 września 1928 dowódca Straży Granicznej rozkazem nr 7 w sprawie zmian dyslokacji Wielkopolskiego Inspektoratu Okręgowego podpisanym w zastępstwie przez mjr. Wacława Szpilczyńskiego zmieniał organizację komisariatu i ustalał zasięg placówek.
Rozkazem komendanta Straży Granicznej z 10 lipca w sprawach organizacyjnych w ramach komisariatu przeniesiono placówkę Straży Granicznej „Żabnik” do m. Bogdaj. Tym samym rozkazem utworzono nową placówkę w m. Starża, a placówkę Katy Śląskie przeniesiono do podkomisariatu „Kobyla Góra”.
Rozkazem nr 11 z 9 stycznia 1930 roku reorganizacji Wielkopolskiego Inspektoratu Okręgowego komendant Straży Granicznej płk Jan Jur-Gorzechowski ustalił numer i nową organizację komisariatu.
Rozkazem nr 12 z 14 lipca 1939 w sprawie reorganizacji placówek II linii i posterunków wywiadowczych oraz obsady personalnej, komendant Straży Granicznej gen. bryg. Walerian Czuma zniósł posterunek SG „Grabów”.

## Służba graniczna
Oficerowie komisariatu uzbrojeni byli w pistolety i szable, szeregowi w kbk Mosin wz. 91/98. Kierownicy placówek, przewodnik psa i wywiadowcy posiadali dodatkowo pistolety czeskie kal.9 mm. Kierownik komisariatu i zastępca posiadali konie do swojej dyspozycji. Na stanie komisariatu znajdował się jeden rower. Szeregowi do służby używali rowerów prywatnych.
Ludność na terenie odpowiedzialności komisariatu w 70% była wyznania ewangelickiego i posługiwała się językiem niemieckim. Komendant posterunku oceniał, że odnosi się do organów państwa z rezerwą. Przemytnicy rekrutowali się z okolicznych wiosek. Przemycali zazwyczaj sacharynę, części rowerowe i pomarańcza. W ciągu roku 1932 komisariat zatrzymał około 150 osób. Przemycali oni towar na sumę 11 185,65 zł. W 1934 przemyt w 1934 oszacowano na 2790,25 zł, zatrzymano 66 osób.
Sąsiednie komisariaty:
- komisariat Straży Granicznej „Odolanów” ⇔ komisariat Straży Granicznej „Słupia” – maj 1928
- komisariat Straży Granicznej „Krotoszyn” ⇔ komisariat Straży Granicznej „Gola” – wrzesień 1928
- komisariat Straży Granicznej „Krotoszyn” ⇔ komisariat Straży Granicznej „Kobyla Góra” – styczeń 1930

## Struktura organizacyjna
Organizacja komisariatu w kwietniu 1928:
- komenda – Sośnie
- placówka Straży Granicznej I linii „Konradów”
- placówka Straży Granicznej I linii „Dobrzec”
- placówka Straży Granicznej I linii „Pawłów”
- placówka Straży Granicznej II linii „Sośnie”

Organizacja komisariatu we wrześniu 1928:
- komenda – Sośnie
- placówka Straży Granicznej I linii „Żabnik” → przeniesiona do Bograja
- placówka Straży Granicznej I linii „Konradów”
- placówka Straży Granicznej I linii „Dobrzec”
- placówka Straży Granicznej I linii „Pawłów”
- placówka Straży Granicznej I linii „Kąty Śląskie” → przekazana do podkomisariatu „Kobyla Góra”
- placówka Straży Granicznej II linii „Sośnie”

Organizacja komisariatu w styczniu 1930:
- 2/12 komenda – Sośnie
- placówka Straży Granicznej I linii „Bogdaj”
- placówka Straży Granicznej I linii „Starza”
- placówka Straży Granicznej I linii „Konradów”
- placówka Straży Granicznej I linii „Dobrzec”
- placówka Straży Granicznej I linii „Pawłów”
- placówka Straży Granicznej II linii „Sośnie”
- placówka Straży Granicznej II linii „Ostrów”

## Funkcjonariusze komisariatu
| Kierownicy/komendanci komisariatu | Kierownicy/komendanci komisariatu | Kierownicy/komendanci komisariatu | Kierownicy/komendanci komisariatu |
| stopień                           | imię i nazwisko                   | okres pełnienia służby            | kolejne stanowisko                |
| --------------------------------- | --------------------------------- | --------------------------------- | --------------------------------- |
| aspirant                          | Mikołaj Rudenko                   | – 26 X 1932                       |                                   |
| przodownik                        | Lucjan Klimontowicz               |                                   |                                   |
| aspirant                          | Jan Gołas                         | 24 I 1934 – 6 V 1934              |                                   |
| podkomisarz                       | Rafał Sławoszewski                | 6 V 1934 –                        |                                   |
| aspirant                          | Zbigniew Bąkiewicz                | 7 VIII 1939 –                     |                                   |
| Zastępcy komendanta komisariatu   |                                   |                                   |                                   |
| starszy strażnik                  | Zbigniew Bąkiewicz                | 1 V 1939 – 7 VIII 1939            | komendant komisariatu             |